# Nephrin
Nephrin ist ein Protein, das wesentlich am Aufbau der Schlitzmembran des Nierenkörperchens beteiligt ist. Zusätzlich ist Nephrin an der Signalübertragung im Bereich des Nierenkörperchens beteiligt. Nephrin wird durch das Gen NPHS1 codiert, das sich beim Menschen auf Chromosom 19 Genlocus q13.12 befindet.
Eine Mutation von NPHS1 ist die Ursache des angeborenen Nephrotischen Syndroms vom finnischen Typ, einer seltenen autosomal rezessiven Erbkrankheit, die innerhalb von drei Monaten nach der Geburt auftritt und zu schweren Eiweißverlusten über den Urin führt.
Es wurde von Karl Tryggvason entdeckt.